# Apollophanes punctatus
Apollophanes punctatus là một loài nhện trong họ Philodromidae.
Loài này thuộc chi Apollophanes. Apollophanes punctatus được Elizabeth Bangs Bryant miêu tả năm 1948.